# Stone Cold Crazy
«Stone Cold Crazy» (укр. «Холодний, як камінь божевільний») — пісня британського рок-гурту «Queen» з альбому «Sheer Heart Attack» 1974 року. Пісня є восьмим треком альбому. Хоча пісня не виходила як сингл в той час, її виконували наживо майже на кожному концерті «Queen» з 1974 по 1978 рік. «Stone Cold Crazy» також присутня в альбомі-збірці «Classic Queen» 1992 року.
У 2009 році, музичний канал VH1 поставив Stone Cold Crazy на 38 місце у своєму рейтингу найкращих хард-рокових композицій усіх часів.
Пісню зарахували до спільної творчості всіх членів гурту, хоча Фредді Мерк'юрі грав її зі своїм гуртом «Wreckage» наприкінці 1960-х років, перш ніж «Queen» були створені. Записана версія містить лірику Мерк'юрі і музику Мерк'юрі та Браяна Мея. Це була перша пісня «Queen», виконана наживо у 1970 році, але вона зазнала безліч змін в музиці і ліриці, перш ніж її записали, внаслідок чого її зараховано до спільної творчості всього гурту. Ранні версії пісні були набагато повільнішими, за даними гурту, хоча не існує жодних бутлеґів із записами тієї пори.

## Музика
«Stone Cold Crazy» знана своїм швидким темпом і «важкими» зворотами, таким чином вона стала предтечею спід-металу. Музичний журнал «Q» схарактеризував стиль «Stone Cold Crazy» як «треш-метал» ще до того, як цей термін був винайдений. У 2009 році «Stone Cold Crazy» посіла 38 позицію серед найкращих хард-рокових пісень всіх часів на каналі «VH1».
Журнал «Drum!» назвав «Stone Cold Crazy»: «скороспілою розлютованою швидкою піснею», характеризуючи гру Тейлора на ударних, як: «справжній панк-рок. По суті, гра Тейлора є чергування подвійних ударів по бас-барабану та малому барабану, з додаванням "холодних, акцентуючих" ударів по креш-тарілкам».

## Текст
Текст пісні насичений ідіомами та фразеологічними зворотами характерними для американської англійської мови.
Оповідь у пісні ведеться від першої особи. Герой пісні розповідає, що дуже міцно спав суботнім ранком. Йому наснилося, що він Аль Капоне та смердить, як висушена рибна кістка. Правоохоронці влаштували на нього полювання і намагаються знову засадити його до тюремної камери, на «холодну, як камінь підлогу» (англ. stone cold floor), яку він божевільно боїться. Під кінець герой пісні втрачає сили і розуміє, що його схоплять. Він запитує, якщо до раю йому вже не попасти, чи дозволять йому попасти хоча б у пекло.

## Ремікси
До пісні були створені три різні ремікси у 1991 році. Перші два, створені Міхаелем Вагенером, були видані у різноманітних випусках альбому «Sheer Heart Attack» лейблу «Hollywood Records» у 1991 році, а також стали саундтреками до фільму «Хлопець з Енсіно». Третій ремікс, створений Трентом Резнором, вийшов на кількох промо-компакт-дисках у 1991—1992 та 1999 роках. Ремікси Вагенера не дуже відрізняються від оригіналу, маючи незначно реміксовану мінусівку. Версія Резнора поєднує звучання «Queen» зі звучанням індастріал-металу гурту «Nine Inch Nails». Ремікс Резнора включає студійні звукові біти «Queen» на початку і в кінці композиції. Він був призначений для включення як дев'ятий трек до скасованої до випуску збірки «BASIC Queen Bootlegs» 1992 року лейблу «Hollywood Records».

## Кавер-версії
Гурт «Metallica» виконав кавер-версію пісні в якості свого внеску до альбому-збірки «Rubáiyát: Elektra's 40th Anniversary» 1990 року. Ця кавер-версія пізніше використовувалася як Б-сторона їхнього синглу «Enter Sandman» і згодом отримала премію «Греммі»; вона також з'явилася на Б-стороні їхнього альбому з кавер-версіями «Garage Inc.». Версія пісні виконана гуртом «Metallica» «агресивніша», ніж оригінал; вони також злегка змінили лірику, додавши два використання слова «fuck» і змінивши найбільше гумористичні рядки на більш «жорстку» лірику.
Вокаліст Джеймс Гетфілд виконував пісню разом з «Queen» і Тоні Айоммі з гурту «Black Sabbath» (виконували версію «Metallica») на концерті концерті пам'яті Фредді Мерк'юрі. «Metallica» також виконували пісню як біс під час свого туру 1991—1993 років на підтримку їхнього альбому «Metallica»; виконання пісні увійшло до їхнього концертного альбому «Live Shit: Binge & Purge» і до DVD з живим виступом «Français Pour une Nuit» 2009 року. Гурт «Hellyeah» зіграв версію «Stone Cold Crazy» від «Metallica» у 2007 році під час «Family Values Tour», іноді посилаючись на неї під назвою «Stone Cold Wasted».
Американський співак Робін Зандер з гурту «Cheap Trick» записав кавер-версію пісні для триб'ют-альбому «Stone Cold Queen: A Tribute» 2001 року.
Гурт «Extreme» також виконав частину пісні під час їхнього попурі на концерті пам'яті Фредді Мерк'юрі. 
Гурт «Eleven» також записав кавер-версію, надавши місце вокалу своєму другу і фронтмену гурту «Queens of the Stone Age» Джошу Хомму (увійшла до триб'ют-альбому «Killer Queen: A Tribute to Queen»).
Гурт «Sum 41» виконував кавер-версію цієї пісні на своїх концертах у 2010 році.

## Інше використання
Пісня представлена в музичних відеоіграх «Guitar Hero: Metallica» і «Rock Revolution», а також як завантажуваний контент для відеогри «Rock Band 3» і «Rocksmith».